# 더부살이공생

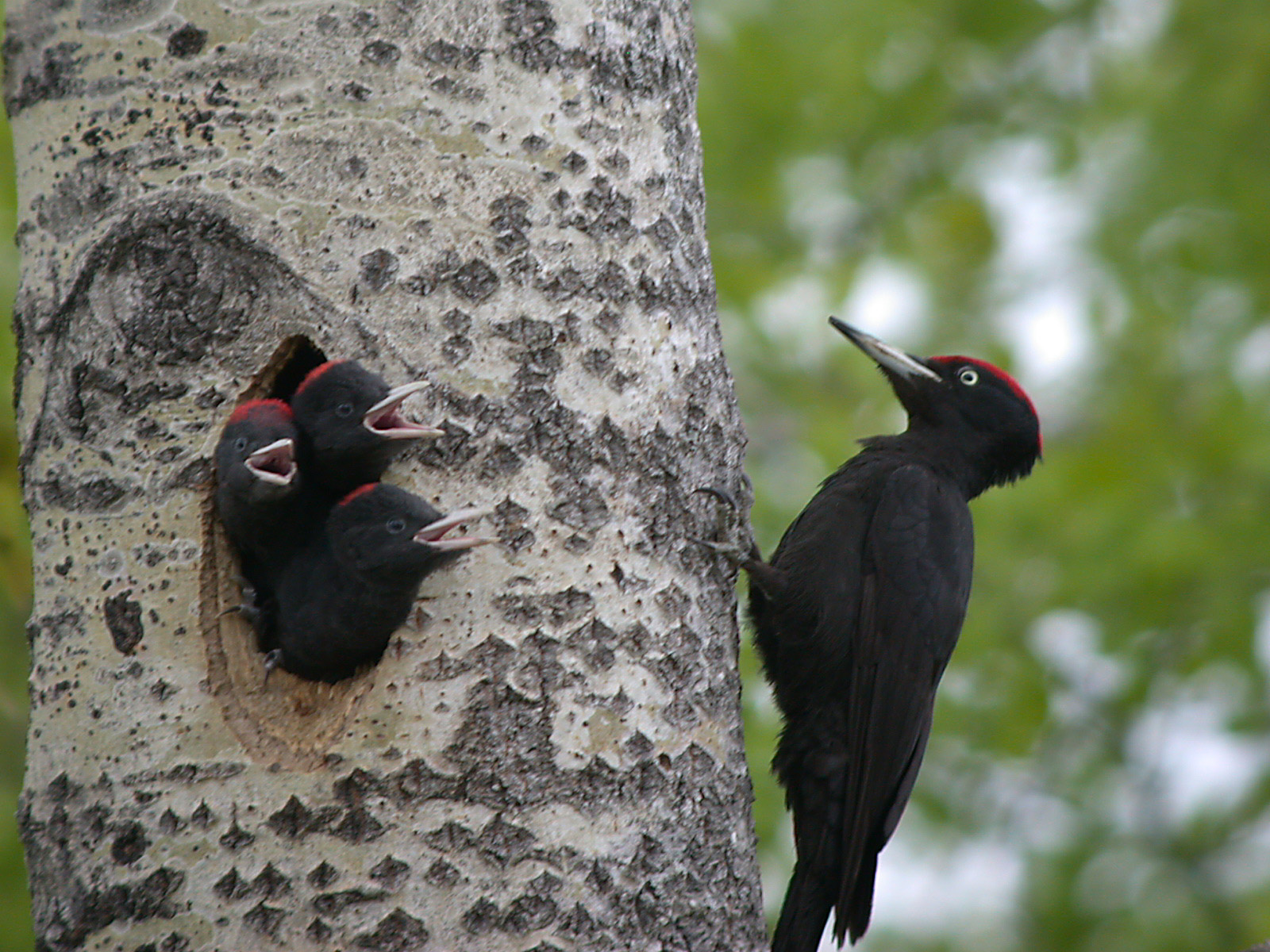
나무에 집을 짓고 사는 딱다구리

더부살이공생(inquilinism)은 다른 생물을 이용하여 거주지를 만드는 것을 이야기한다. 거주지로 이용되는 생물이 직접적인 피해를 입지 않는다는 점에서 기생과 구분된다. 더부살이공생의 예로 나무에 구멍을 뚫고 집을 짓는 딱다구리가 있다.